# Sistema de protección antivuelco

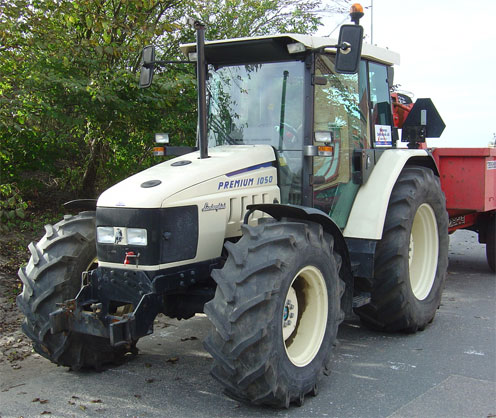
Tractor con estructura de protección antivuelco.

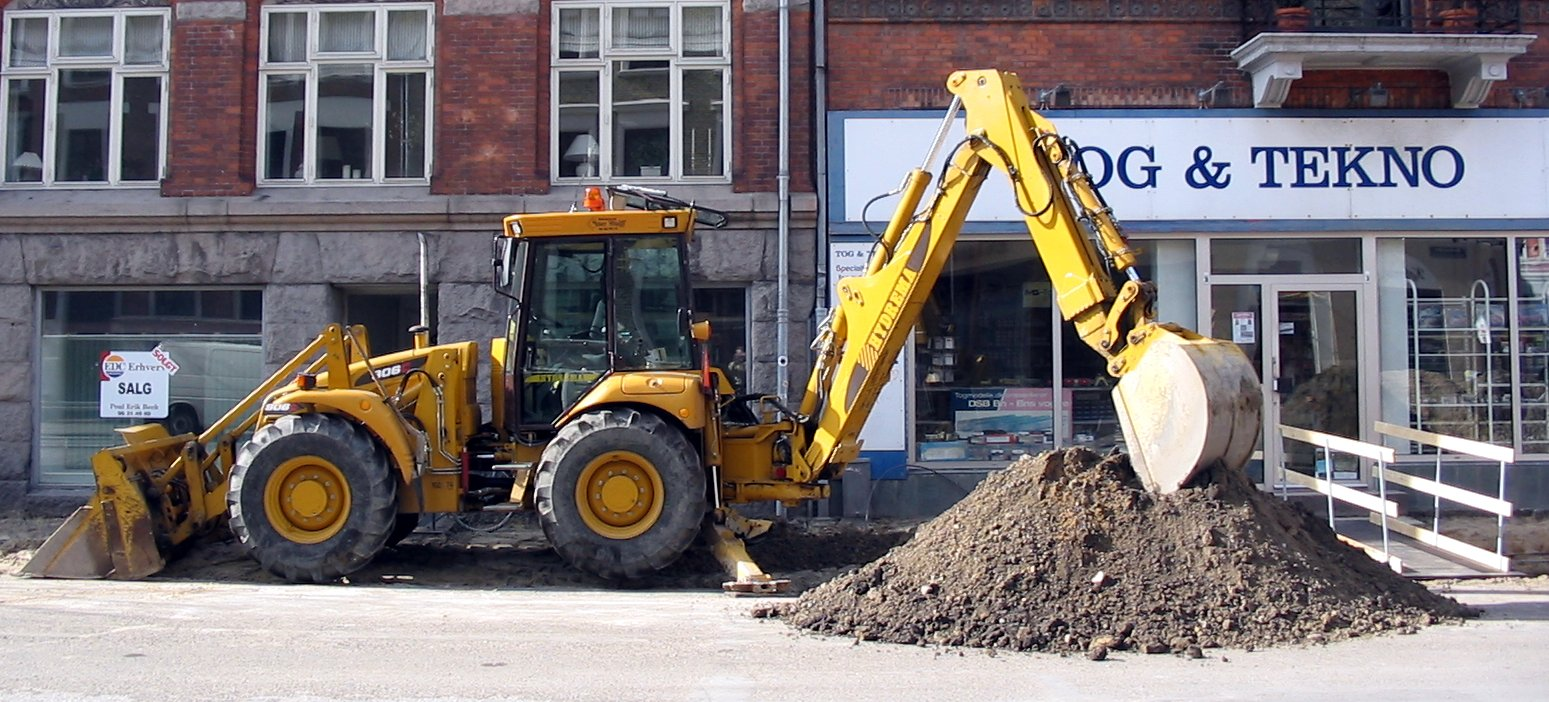
Tractor con pala cargadora y cabina protectora.

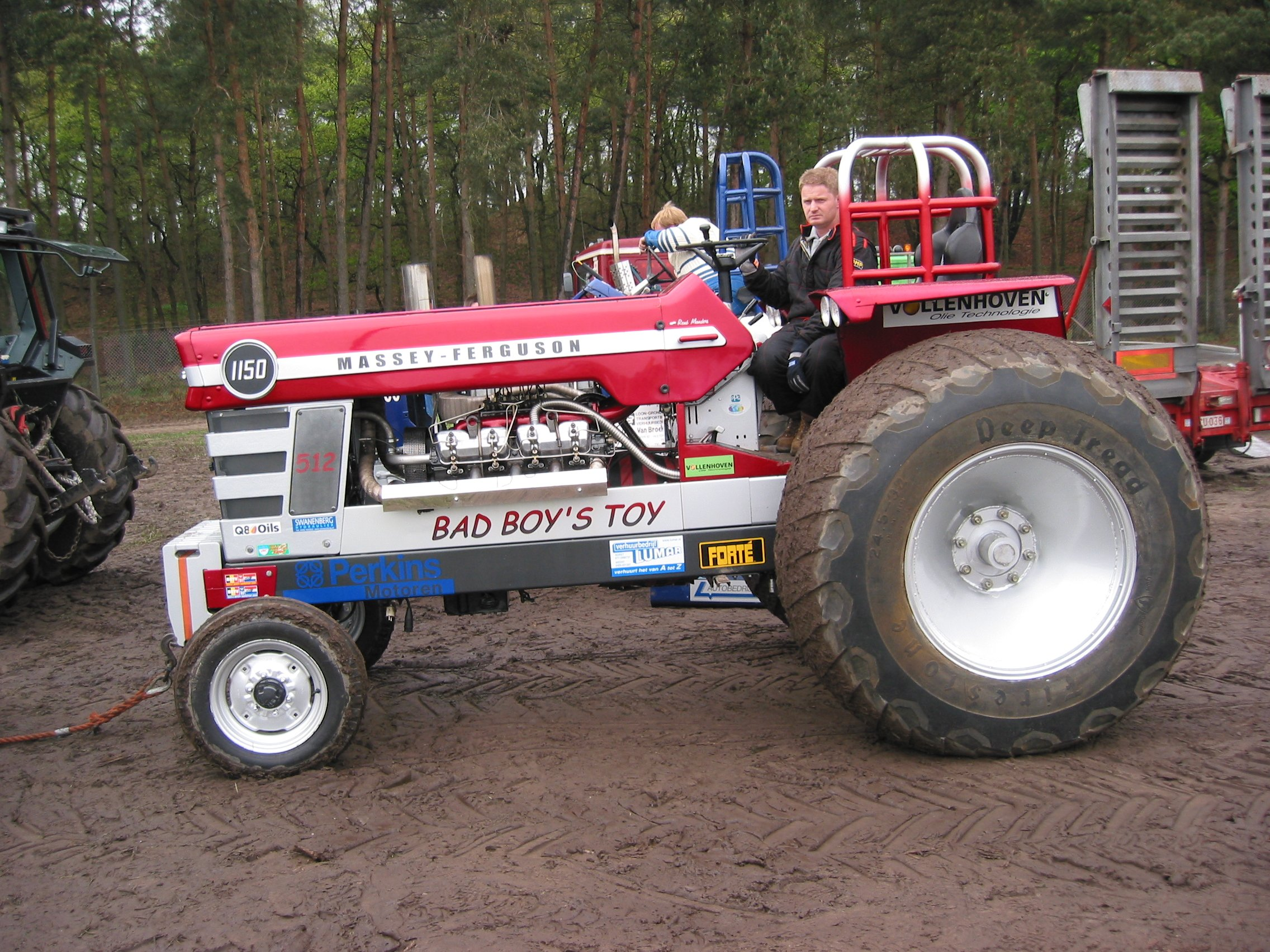
Tractor con jaula de protección antivuelco.

Un sistema de protección contra volcados o una estructura de protección anti vuelcos (ROPS, rollover protection system) es un sistema o estructura destinado a proteger a los operadores de equipos y a los conductores de lesiones causadas por vuelcos o volcados de los vehículos. Al igual que las jaulas de protección y las barras de protección en coches y camiones, un ROPS incluye barras fijadas al bastidor que mantienen un espacio para el cuerpo del operador en caso de vuelco.
Las estructuras de ROPS se encuentran comúnmente en equipos pesados, tractores y maquinaria de movimiento de tierras utilizados en la construcción, agricultura y minería, las cuales son definidas por varias agencias reguladoras, incluyendo la normativa de Salud y Seguridad laboral. Las regulaciones incluyen tanto un requisito de resistencia como un requisito de absorción de energía de la estructura. Algunos camiones volquete agregan una protrusión a sus cajas que cubren el compartimiento del operador para los propósitos de ROPS.
Los sistemas ROPS se adaptan comúnmente a vehículos 4x4, camionetas, equipos de movimiento de tierra, compactadores de suelo y vehículos utilitarios. Productos como estos fueron desarrollados para que los empleados que se desplazan alrededor o dentro de las minas recibieran protección adicional en el caso de que un vehículo de la flota se volcara.
En los Estados Unidos, los diseños ROPS tienen que ser certificados por un Ingeniero Profesional, que normalmente requerirá una prueba destructiva. La estructura será probada a una temperatura reducida (en la que el metal es más quebradizo), o fabricado de los materiales que tienen funcionamiento más satisfactorio a bajas temperaturas.
En Australia y en la mayoría de los países, la Organización Internacional de Normalización cuenta con directrices para ensayar destructivamente estructuras ROPS en máquinas excavadoras, equipos forestales y tractores. No se permiten análisis teóricos de rendimiento de diseños nuevos de sistemas ROPS como alternativa a las pruebas físicas.

## Normas y estándares
- ISO 3471 - Norma internacional para, Maquinaria para movimiento de tierras. Estructuras de protección contra el vuelco. Ensayos de laboratorio y requisitos de comportamiento. Versión actual año 2008.
- UNE-EN ISO 3471:2009 - Norma española correspondiente.
- DIN EN 13510 - Norma alemana equivalente.

- Datos: Q333139
- Multimedia: Roll over protection structures / Q333139